# Automatització

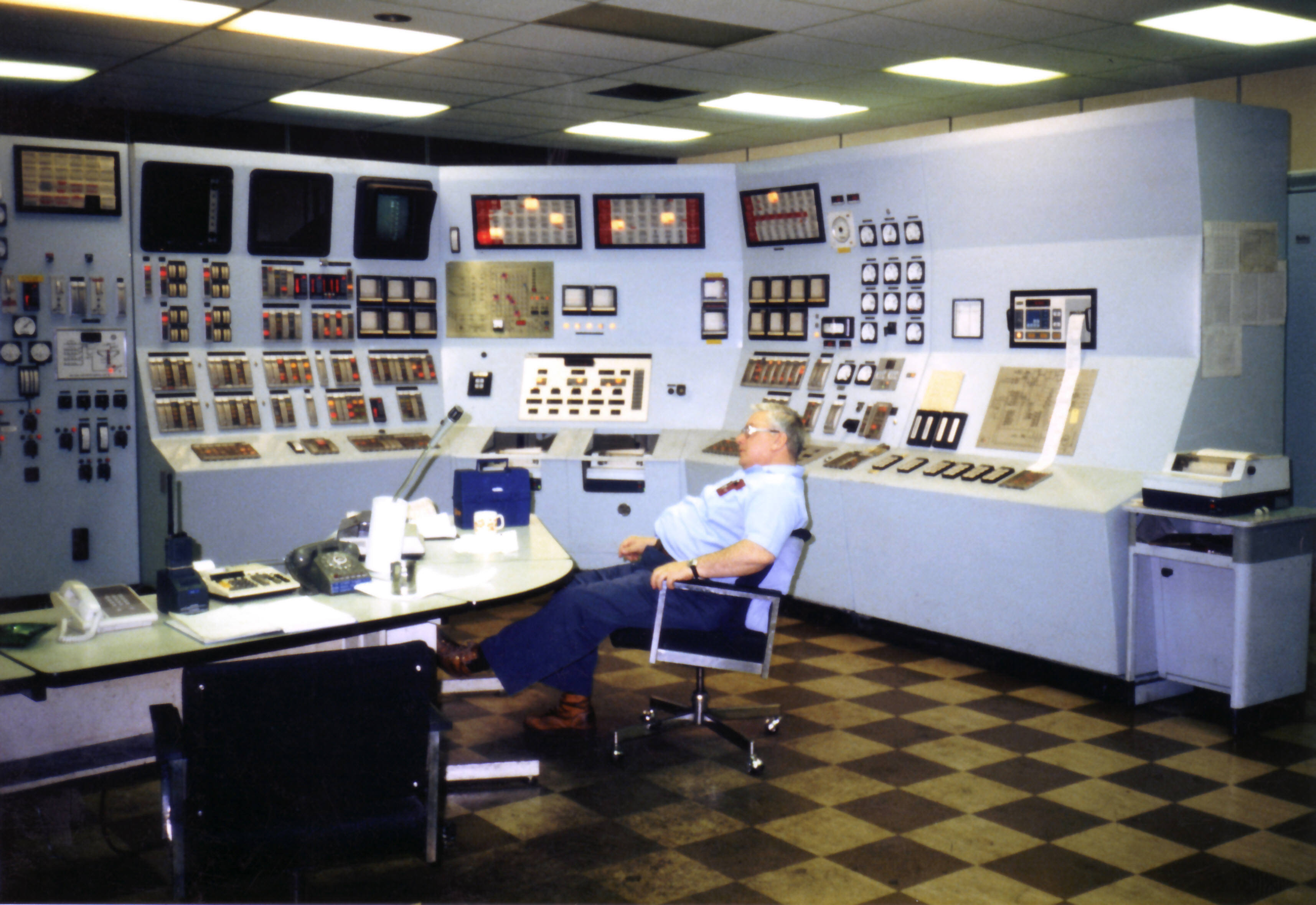
Sala de control computeritzada

L'automatització (els mot català «automatització» ve del grec antic auto, que significa "guiat per un mateix"), exerceix un paper cada vegada més important en l'economia mundial i en l'experiència diària. Dins de les tecnologies de la informació, és l'ús de sistemes de control o elements computeritzats que redueixen la necessitat de treball humà en la producció de béns i serveis. Aquestes tecnologies permeten controlar maquinàries o processos industrials en substitució dels operadors humans.
En l'àmbit de la industrialització, l'automatització va més enllà de la mecanització: la maquinària ajuda a superar els requisits de treball muscular als operadors humans. Així doncs, gràcies a aquesta automatització, es redueix considerablement la necessitat de superar aquests requisits humans sensorials i mentals.

## Història
Les primeres màquines simples substituïen un de fer per una altra que pogués estar a l'abast de l'ésser humà, així com aixecar un pes pesant amb un sistema de politges o bé amb una palanca. Posteriorment, les màquines van ser capaces de substituir formes naturals d'energia renovable, com el vent, les marees, l'marees, o bé els cabal hidràulics.
Els velers van substituir els bots de rems. Posteriorment, algunes formes d'automatització van ser controlades per mecanismes de rellotgeria o dispositius similars que utilitzaven algunes fonts d'energia artificial com ara: un ressort, un flux canalitzat d'aigua o vapor. Aquest últim s'utilitzava per produir accions simples i repetitives com ara: els rellotges d'aigua, les figures en moviment, la creació de música o els jocs. Aquests dispositius van ser coneguts com a autòmats i daten possiblement des de 300 aC.

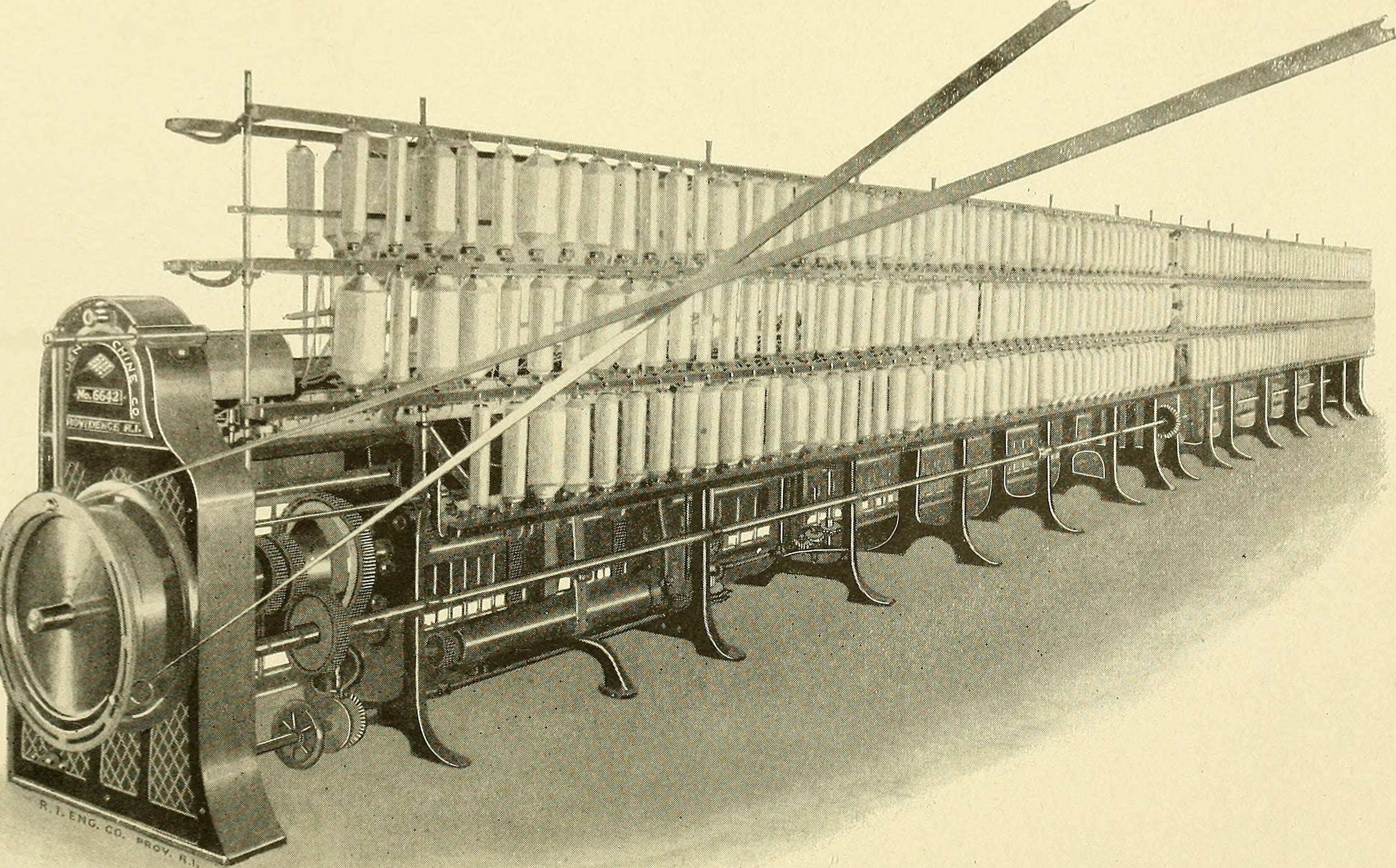
Teler de 1904

El 1801, Joseph Marie Jacquard va patentar un teler automàtic utilitzant targetes perforades, cosa que va revolucionar la indústria tèxtil.
La part més visible de l'automatització actual és la robòtica industrial. Alguns avantatges d'aquesta novetat són: la reiteració del procés, un control de qualitat més estricte, més eficiència, la integració amb sistemes empresarials, l'increment de productivitat i la reducció de la mà d'obra. Tanmateix, també hi ha desavantatges: hi ha un increment en la dependència del manteniment i reparació i cal major capital d'inversió. Per exemple,al Japó, han tingut la necessitat de retirar molts dels seus robots industrials quan van trobar que eren incapaços d'adaptar-se als canvis dels requisits de producció i quan van veure que no podien justificar els seus costos inicials elevats.
L'automatització havia existit durant molts anys en petita escala, però no va ser fins a mitjans del segle xx quan es van començar a utilitzar mecanismes simples per automatitzar tasques senzilles de manufactura. No obstant això, el concepte només va arribar a ser realment pràctic amb l'addició (i evolució) de les computadores digitals, ja que la flexibilitat va permetre gestionar qualsevol tipus de tasca. Els ordinadors digitals amb la combinació de velocitat, del poder de còmput, preu i mida van començar a aparèixer a la dècada del 1960. Anteriorment, els ordinadors industrials havien estat exclusivament computadores analògiques i ordinadors híbrids. Des d'aleshores, les computadores digitals van prendre el control de la majoria de les tasques: les simples, les repetitives, les tasques semiespecialitzades i especialitzades, amb algunes excepcions notables en la producció i inspecció d'aliments. Com diu la dita, "per a moltes i molt canviants tasques, és difícil substituir l'ésser humà, el qual és fàcilment instruït de nou dins d'un ampli rang de tasques. Encara més: són produïts a baix cost per personal sense entrenament".

## Disciplina
L'abast va més enllà de la simple mecanització dels processos, ja que aquesta proveeix uns mecanismes als operadors humans que ajuden a satisfer els esforços físics del treball.
L'automatització com a disciplina de l'enginyeria és més àmplia que un sistema de control, ja que engloba tota la instrumentació industrial, que inclou els sensors i transmissors de camp, els sistemes de control i de supervisió, el sistema de transmissió i recollida de dades i, finalment, les aplicacions de programari en temps real (en línia). Aquest darrer serveix per supervisar i controlar les operacions de plantes o processos industrials.
Hi ha molts treballs on l'automatització no corre un risc immediat. No hi ha cap dispositiu que hagi estat inventat per poder competir contra l'ull humà quant a la precisió i certesa de moltes tasques; així com tampoc pot competir contra l'oïda humana. Tothom pot identificar i distingir una major quantitat d'essències que qualsevol dispositiu automàtic. De moment, però, els patrons de reconeixement humà, de reconeixement de llenguatge i de producció d'aquest llenguatge es troben més enllà de les expectatives d'enginyers d'automatització.
Els ordinadors especialitzats són utilitzats per llegir entrades de camp a través de sensors en funció del seu programa: poden generar sortides cap al camp a través d'actuadors. Això permet controlar accions precises que comporten un control estret de qualsevol procés industrial. Es temia que aquests dispositius podien ser vulnerables a l'error de l'any 2000, amb conseqüències catastròfiques en tant que són comunes dins del món de la indústria.

## Tipus
Antigament es distingien dos tipus diferents d'automatitzacions en funció de la tecnologia emprada: DCS o Sistema de Control Distribuït, i PLC o Autòmat Programable Industrial. El primer s'orientava principalment a processos de tipus analògics, mentre que el segon es feia servir en processos de tipus discret (zeros i uns) o digital. Actualment, les dues tecnologies s'assemblen cada vegada més i qualsevol de les dues pot ser utilitzada en gairebé tota mena de processos. Als dispositius més moderns hi ha qui els anomena Controlador d'automatització programable (PAC). Un PAC combina les prestacions de mesures analògiques i digitals, la fiabilitat dels PLC i DCS, la flexibilitat dels ordinadors, el control de moviment, la visió artificial i, en alguns fabricants, fins i tot la potència de l'electrònica, ja que aquest poden incloure un xip reprogramable, com ara una FPGA, per controlar i regular amb més precisió.

## Objectius
Una altra manera d'automatització amb ordinadors és la prova d'automatització, on els ordinadors controlen un equip de prova automàtic que és programat per simular éssers humans que proven manualment una aplicació. En general, això va acompanyat d'eines automàtiques per generar instruccions especials (escrites com programes d'ordinador) que posen a prova l'equip automàtic i l'adreça exacta per acabar les proves.
Actualment, per a les empreses manufactureres, l'objectiu de l'automatització ha perdut interès a augmentar la productivitat i reduir els costos, i se centra en altres qüestions més àmplies com l'augment de la qualitat i la flexibilitat en el procés de fabricació.
Això s'aconsegueix per mitjà de:
- Eliminar treballs pesats o perillosos.
- Realitzar operacions de producció difícils o impossibles de fer manualment.
- Minimitzar els costos de producció reduint la mà d'obra.
- Millorar la qualitat del producte eliminant l'error humà i multiplicant els controls automàtics.
- Millorar la competitivitat de l'empresa.
- Reduir el temps d'automatització de la maquinària.
- Augmentar la flexibilitat dels processos de fabricació.

## Impacte

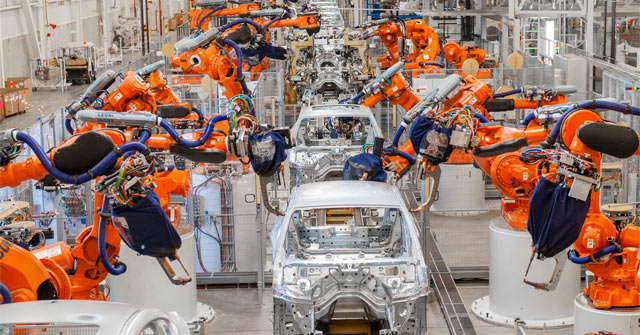
Vehicles en una cadena de muntatge

L'automatització ha tingut un impacte notable en una àmplia gamma d'indústries altament visibles més enllà de la fabricació. Els operadors de telefonia han estat substituïts a tot arreu per centrals telefòniques automàtiques i sistemes automàtics de contesta. Altres processos com ara el cribratge primari en un electrocardiograma o la radiografia i anàlisi de laboratori dels gens humans, els sèrums, les cèl·lules i els teixits, es duen a terme amb molta més velocitat i precisió per sistemes automatitzats. Caixers automàtics han reduït la necessitat de visites al banc per obtenir diners en efectiu i dur a terme les transaccions. En general, l'automatització ha estat responsable de la transformació de l'economia mundial: durant el segle xix s'ha produït el pas del sector agrari a l'industrial i durant el segle xx, de l'industrial als serveis.
L'efecte immediat d'aquesta economia és d'elevar la productivitat i de reduir els costos, la qual cosa constitueix una base material per a l'augment dels salaris, la reducció dels preus i de la jornada de treball. Ara bé, això només és possible si els increments de la productivitat són emprats per aconseguir un augment de la producció.
L'ampla repercussió de l'automatització industrial planteja qüestions socials, entre elles el seu impacte en l'ocupació. I també preocupacions històriques sobre els efectes de l'automatització: per exemple, l'arribada de nou al principi de la revolució industrial. A principis del 1800, es produeix un moviment social d'operadors de màquines tèxtils coneguda com luddisme, una protesta contra els telers automàtics de teixits Jacquard que implicà la destrucció de màquines tèxtils a conseqüència de les amenaces en abandonar els seus llocs de treball. Quan va aparèixer l'automatització per primera vegada, va causar un temor generalitzat. Es creia que el desplaçament dels operadors humans mitjançant sistemes informatitzats generaria una taxa d'atur elevada.
Hi ha qui diu que l'automatització produeix també un augment de l'atur, un efecte causat per la demanda de treballadors no qualificats que es troba en augment en molts països del primer món, pel fet que menys persones estan disponibles per cobrir aquests llocs de treball.
A primer cop d'ull podria semblar que l'automatització de la mà d'obra es devalua a causa de la seva substitució per màquines menys costoses. Tanmateix, l'efecte global d'aquesta, en el seu conjunt, continua sent poc clara. Actualment, l'automatització de la força de treball està molt avançada i continua desenvolupant-se cada vegada més ràpidament arreu del món. El benestar general i qualitat de vida de la majoria de persones al món durant aquest període (on els factors polítics no han enterbolit la imatge) ha millorat considerablement. El paper ha jugat l'automatització en aquests canvis, però, no ha estat ben estudiat.

## Pros i contres

### Avantatges
- Substitució dels éssers humans per màquines en entorns perillosos: espais inflamables, zones volcàniques, instal·lacions nuclears, sota l'aigua, etc.
- Fer aquelles tasques que estan més enllà de les capacitats humanes com ara la manipulació de càrregues massa pesades, objectes o substàncies massa grans, massa calor o massa fred o l'obligació de fer les coses massa ràpides o massa lentes.
- Millora d'Economia.

A vegades, alguns d'aquests tipus d'automatització impliquen millores en l'economia de les empreses i de la societat. Les empreses poden invertir en tecnologia d'automatització per a la recuperació de la seva inversió; els Estats o països (per exemple, Alemanya o Japó al segle XX) poden augmentar els seus ingressos gràcies a l'automatització, fins i tot, un usuari se serveix d'aquesta automatització quan navega per Internet. També es desenvolupen satèl·lits i altres motors automatitzats.

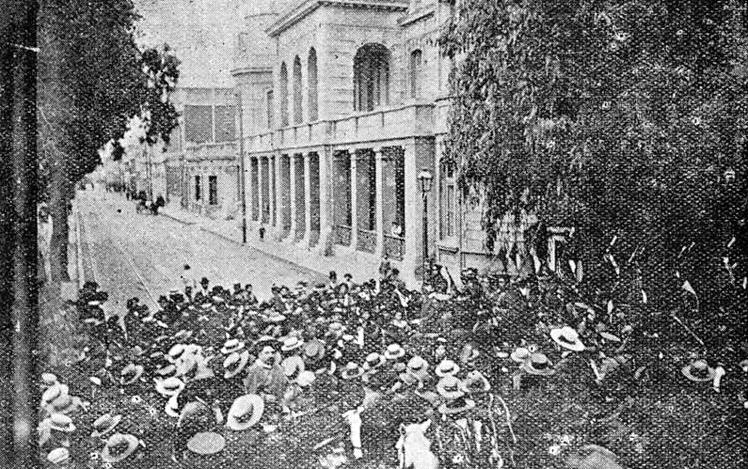
Vaga d'estibadors a Valparaíso, 1903

### Desavantatges
- Els límits de la tecnologia. La tecnologia actual no és capaç d'automatitzar totes les tasques.
- Les despeses de desenvolupament són impredictibles. És difícil predir amb exactitud el cost de recerca i desenvolupament de l'automatització d'un procés, atès que aquest cost pot tenir un gran impacte en la rendibilitat i és possible acabar amb l'automatització d'un procés només per descobrir que no hi ha cap avantatge econòmic per fer-ho.
- Els costos inicials són relativament alts. L'automatització d'un nou producte requereix grans inversions en comparació amb el cost unitari del producte, encara que el cost de l'automatització s'estén en molts lots de producte. L'automatització d'una planta requereix una inversió inicial gran, encara que aquest cost es reparteix en els productes que es produeixen.

### Fabricació
Les interfícies home-màquina (HMI) o interfícies Home-Computadora (CHI), formalment conegudes com a interfícies Home-Màquina, són comunament emprades per a comunicar-se amb els PLC i altres ordinadors. Introdueixen i monitoren temperatures o pressions per a controls automàtics i donen resposta a missatges d'alarma. Els enginyers d'estació s'encarreguen de controlar i monitorar aquestes interfícies
La fabricació automatitzada es refereix a l'aplicació de l'automatització per produir coses en el camí de la fàbrica. La majoria dels avantatges de la tecnologia d'automatització té la seva influència en els processos de fabricació. Els principals avantatges de la fabricació automatitzada són: donar una major coherència i qualitat, reduir els terminis, simplificar la producció, reduir la manipulació, millorar el flux de treball i augmentar la moral dels treballadors quan es realitza una bona aplicació de l'automatització.

### Factors controvertits
Molts creuen que l'automatització implica l'atur a causa del fet que el treball d'un ésser humà és reemplaçat en part o totalment per una màquina. No obstant això, la desocupació no és causada per aquesta automatització, sinó per la política econòmica que du a terme l'administració quan acomiada a treballadors en lloc de canviar les seves funcions. La política econòmica general de la majoria de les plantes industrials és acomiadar la gent. Actualment, això implica l'automatització d'atur.
Els costos de l'automatització per al medi ambient són diferents depenent de la tecnologia, del producte o del motor automatitzat. Hi ha motors automatitzats que consumeixen més recursos d'energia de la Terra en comparació amb els motors anteriors. En el futur hi ha la possibilitat que la intel·ligència artificial pugui substituir i millorar el cervell humà i convertir els robots en éssers totalment autònoms dels éssers humans (singularitat tecnològica).